# Dawda Jawara
 Denne artikel bør gennemlæses af en person med fagkendskab for at sikre den faglige korrekthed.

H.E. Sir al-Haji Dawda Kairaba Jawara (født 16. maj 1924, død 27. august 2019) var en gambisk politiker, der var Gambias første præsident fra 1970 indtil 1994, hvor han blev væltet ved et statskup og måtte gå i eksil. Hans efterfølger blev dermed officeren Yahya Jammeh, der har været præsident siden. Før Jawara blev præsident, var han mellem 1962 og 1970 Gambias premierminister. Gambia under Dawda Jawara blev kaldt for Afrikas eneste demokrati grundet flerpartisystemet, der eksisterede.